# Eiersheim
Eiersheim ist ein Dorf im Main-Tauber-Kreis in Tauberfranken und gehört seit der Gemeindereform vom 1. September 1971 zur Stadt Külsheim.

## Geographie

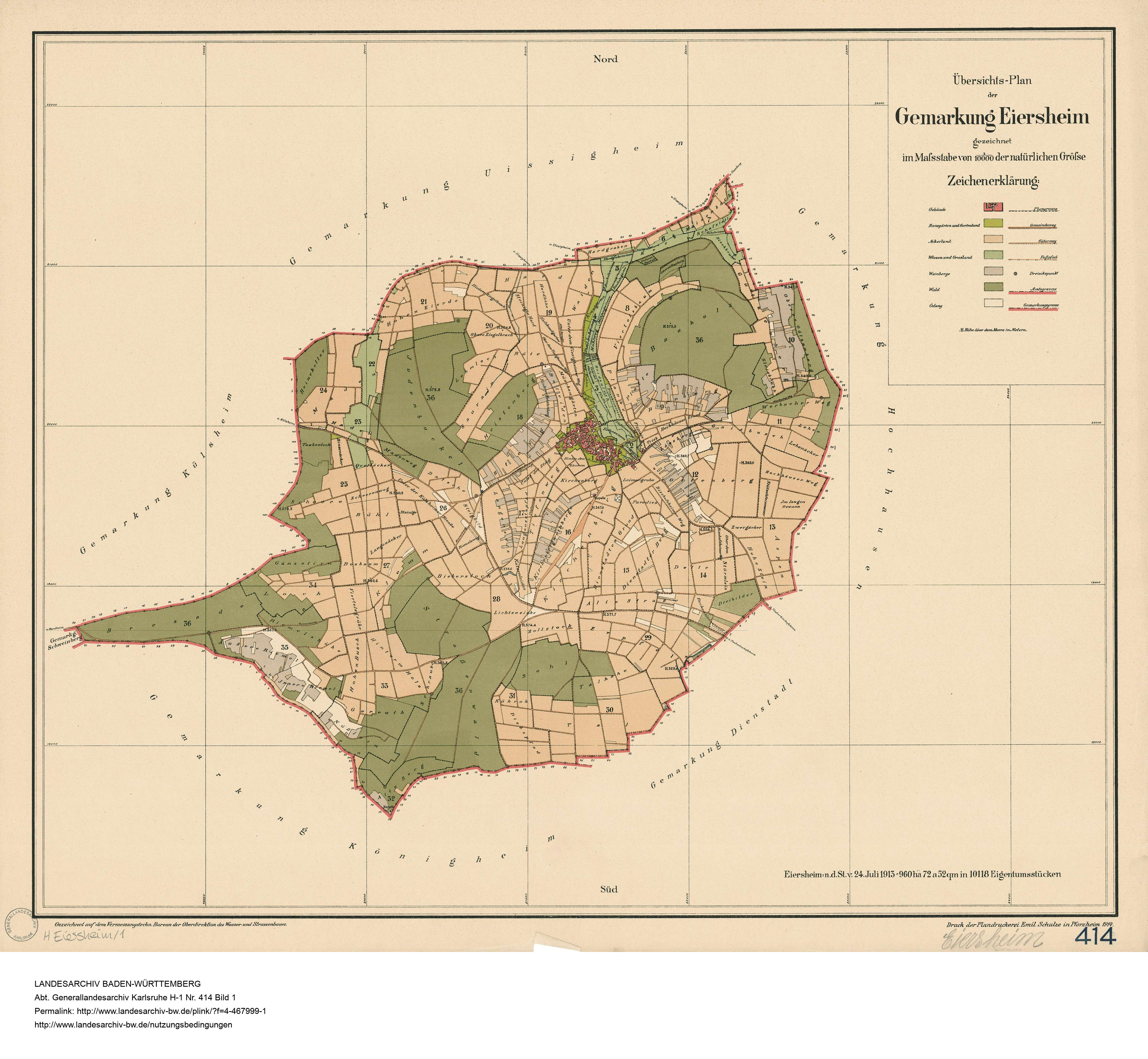
Gemarkung von Eiersheim, 1914

Auf der Gemarkung Eiersheim entspringt der Maisenbach, Namensgeber des Tals, durch das er fließt, der in Gamburg an der Dorfmühle in die Tauber mündet. Bei einer Unwetterkatastrophe im Mai 1911 führte der sonst so ruhige Bach gewaltige Wassermassen mit sich und richtete bei der genannten Mühle große Verheerungen an.

## Geschichte

### Mittelalter
Eiersheim wurde erstmals 1233 urkundlich erwähnt. In einer weiteren Urkunde aus dem Jahr 1248 wird der Name des Ortes Eiersheim als „Iserhem“ aufgeführt (= „Heim des Iser“), 1381 als „Yershen“ und „Eyershaim“.
In frühester Zeit gehörte das Dorf den Grafen von Wertheim, später den Herren von Rieneck.

### Neuzeit
Eiersheim war von 1582 bis 1803 kurmainzisch und bis 1806 leiningisch. Im gleichen Jahr kam der Ort zum Großherzogtum Baden. Seit der Auflösung des Amts Külsheim am 23. Dezember 1813 zählte Eiersheim zum Amt Tauberbischofsheim, welches wiederum im Main-Tauber-Kreis aufging.
Die Eiersheimer Gemarkung war früher reichlich mit Rebstöcken bepflanzt. In einer alten Chronik ist vermerkt, dass der Eiersheimer Wein einst auf der kaiserlichen Tafel in Frankfurt am Main aufgetragen worden ist. Auf der Höhe südlich des Dorfes sieht man dicht beieinander drei alte Bildstöcke. An der Stelle, an der die alte Straße nach Wolferstetten von der Hohen Straße abzweigt, stand ehemals der „Geleitsbaum“. Bis hierher hatte Bischofsheim zur Sicherung des Verkehrs auf dieser Straße das Geleit zu geben; von da ab war Külsheim für den Schutz verantwortlich. Der gesamte Fuß- und Fahrwerksverkehr von Tauberbischofsheim nach Miltenberg nahm damals diese Strecke am Landturm bei Wolferstetten vorbei. Die heutige Straße nach Külsheim durch das untere Taubenloch ist erst vor etwa hundert Jahren erbaut worden.
Am 1. September 1971 wurde Eiersheim nach Külsheim eingemeindet.

### Wappen
Blasonierung: In Silber eine blaue Traube mit grünen Blättern.
Noch zur Kurmainzer Zeit besiegelte der Amtskeller in Külsheim die von der Gemeinde ausgestellten Urkunden und Briefe, „weylen sich das Dorf keines eigenen Insigels gebraucht“ (GLA Karlsruhe: Siegelkartei und Wappenakten Tauberbischofsheim). Das Vollmachtsformular zur Gemeindehuldigung vom 14. August 1811 zeigt das heutige Wappenschild, eine Traube. Die Umschrift lautet „EYERSH. GERICHTSSIGILL“ (Eiersheimer Gerichtssiegel). In den Farbstempeln, die in der zweiten Hälfte des 19. Jahrhunderts von der Gemeinde verwendet wurden, erscheint die Traube einmal im gekrönten Schild, ein anderes Mal ohne Schild. Im Zuge der Überprüfung der Wappen aller Gemeinden des Amtsbezirks Tauberbischofsheim wurde 1901 das Siegel der Gemeinde Eiersheim wegen der Krone und des Wappenschildes beanstandet. Im Juli 1901 stimmte der Gemeinderat der Neugestaltung des Wappens zu; die Darstellung der Traube wurde verbessert und die Farben festgelegt. Das neue Gemeindewappen wurde ab Mai 1902 verwendet. 1938 und 1958 verwendete die Gemeinde vorübergehend Farbstempel mit der Traube im gekrönten Schild.

## Religion
Weit überwiegend (95 %) ist die Bevölkerung katholisch und im Übrigen evangelisch oder konfessionslos.

## Kultur und Sehenswürdigkeiten

### Bauwerke und Baudenkmale

#### Katholische Kirche St. Margareta

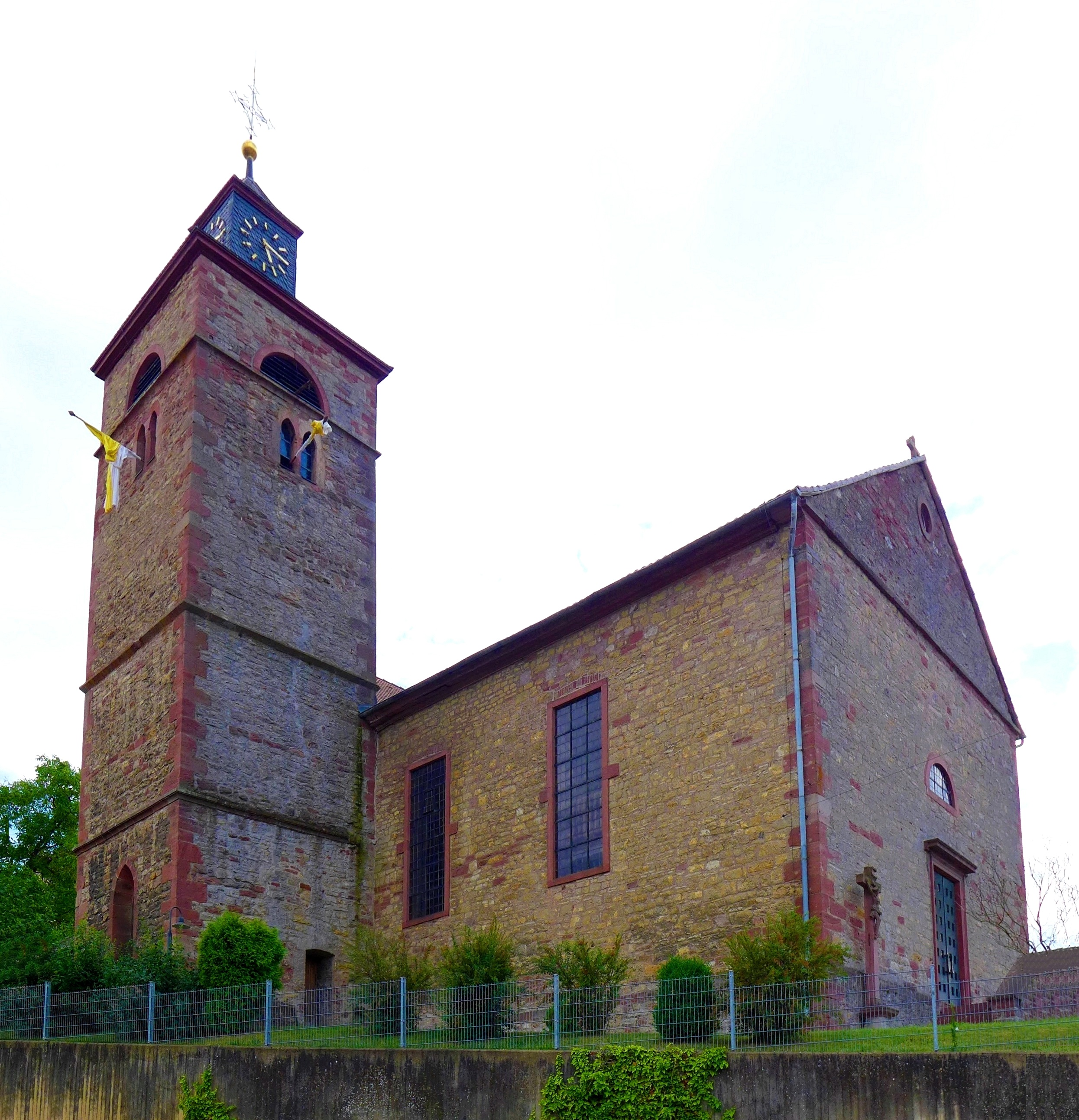
Eiersheim, Kirche St. Margareta

Die Kirche St. Margareta wurde 1831 im Empirestil erbaut und hundert Jahre später erneuert. In ihrem nördlich vom Langhaus stehenden Turm befindet sich ein Rest des alten, bereits 1515 beglaubigten Gotteshauses.

#### Fachwerkbauten
Im Dorf haben sich noch typische historische Fachwerkbauten der tauberfränkischen Region erhalten. Besonders sehenswert ist ein Fachwerkhaus aus dem Jahre 1712.

### Heimatmuseum
Im Jahr 2007 eröffnete der Heimatverein ein Dorfmuseum in Eiersheim. Es befindet sich in einem alten Wohnhaus mit anliegender Scheune und wurde durch ehrenamtliche Arbeit und Spenden neu eingerichtet. Das Dorfmuseum dokumentiert das Leben und Arbeiten in einem Eiersheimer Wohnhaus um das Jahr 1900 und kann besichtigt werden.

### Regelmäßige Veranstaltungen
- Dorfweihnacht